# Kemer

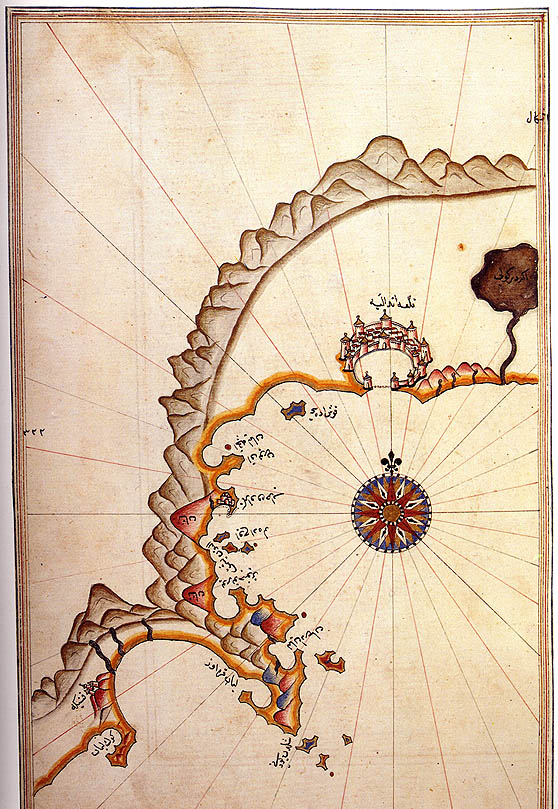
Historyczna mapa Kemer, której autorem jest Piri Reis

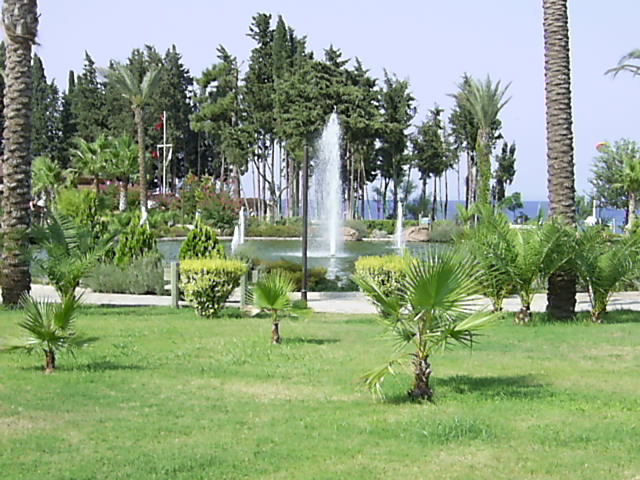
Park w centrum miasta

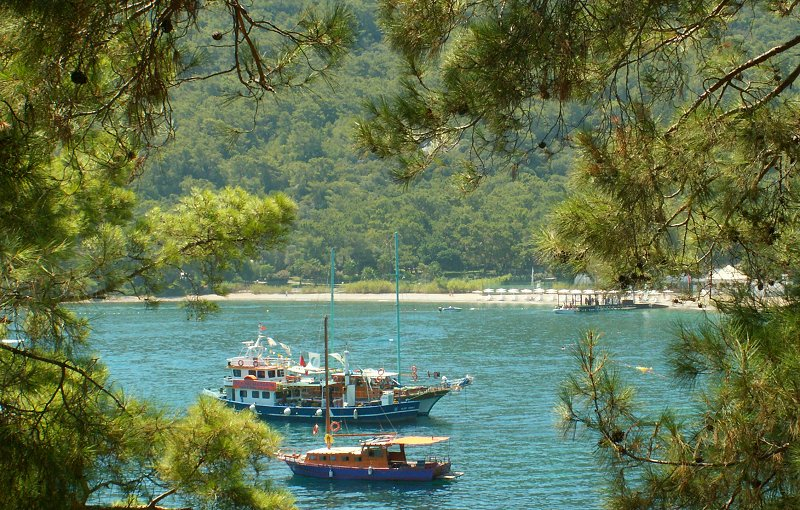
Plaża Moonlight nieopodal mariny

Kemer – miasto w południowo-zachodniej Turcji, w dystrykcie Kemer, w prowincji Antalya, nad Morzem Śródziemnym.
Znany nadmoroski kurort na Riwierze Tureckiej. Słynie głównie z uprawy owoców granatu. Jeden z najważniejszych ośrodków tureckiej turystyki. Każdego roku miasto odwiedza kilkaset tysięcy turystów.
Według stanu na 2021 rok, obszar miasta o powierzchni 34,85 km² zamieszkuje 19 081 osób, natomiast obszar dystryktu o powierzchni 471 km² zameszkuje 46 615 osób.

## Geografia
Miasto Kemer leży u podnóża zachodnich gór Taurus i wzdłuż linii brzegowej o długości 52 kilometrów. Całe wybrzeże od Beldibi do Tekirovej to naturalna plaża oznaczona w całości błękitną flagą. Na wybrzeżu znajduje się wiele zatoczek i małych, urokliwych przystani.
Miasto znajduje się na płaskowyżach, z których najbardziej znany jest płaskowyż Gedelme. Ponadto w regionie znajdują się jaskinie Beldibi oraz Molla Hole, które w sezonie przyciągają rzesze turystów. Niedaleko znajduje się wysoki szczyt Tahtalı Dağı, na który można dostać się kolejką linową.
Miasto znajduje się w południowo-zachodniej części Antalyi, 45 kilometrów od stolicy prowincji.

## Historia
Historia Kemer sięga okolic 690 roku p.n.e. Wtedy w kronikach pojawiła się pierwsza wzmianka o założeniu starożytnego miasta Phaselis.
Kemer było starożytnym greckim miastem Idyros, członkiem Ligi Likijskiej. Znajduje się w południowo-zachodniej części miasta Kemer, na północ od Phaselis. Przed wymianą ludności między Grecją i Turcją, greckie rodziny mieszkały na tym obszarze z Turkami, obie strony utrzymywały pokojowe relacje.
Do lat 10. XX wieku miejscowość była określona jako Stara Wieś. Na jej terenie dominowały jeziora i bagna powstałe w wyniku powodzi z gór.
Do lat 60. XX wieku z miejscowością nie było połączenia drogowego, a jedyna droga prowadząca do miejscowości to przeprawa łodzią. Wtedy to wybudowano drogę lądową, a od lat 80. XX wieku nastąpiła wielka inwestycja infrastrukturalna zwana Projektem Turystyki Południowej Antalyi, planowana przez państwo i finansowana przez Bank Światowy. W wyniku tej inwestycji dystrykt Kemer zajmuje niezwykle ważne miejsce w turystyce zarówno Antalyi, jak i całej Turcji.
Nazwa Kemer odnosi się do wybudowanego w latach 1916–1917 kamiennego muru o długości 23 kilometrów, którego zadaniem było ukierunkowanie górrskiego strumienia i ochrona miasta przed powodziami, które w przeszłości były uporczywym problemem.
Po przemianowaniu Starej Wsi na Kemer miejscowość uzyskała status wsi, następnie 30 grudnia 1985 roku uzyskała status gminy, a 13 września 1991 roku na mocy ustawy zyskała prawa miejskie.

## Podział administracyjny
W skład dystryktu Kemer wchodzi 12 okręgów: Arslanbucak, Beldibi, Beycik, Camyuva, Göynük, Kuzdere, Kiriş, Merkez, Ovacık, Tekirova, Ulupınar, Yenimahalle (Yeni).
Dzielnice Arslanbucak, Merkez i Yeni wchodzą w skład miasta Kemer, natomiast pozostałe dzielnice stanowią samodzielne miasta lub wsie. Odległość między dwiema najbardziej oddalonymi od siebie dzielnicami – Beldibi i Tekirova – wynosi 35 kilometrów.

## Demografia
Kemer jest najgęściej zaludnionym miastem dystryktu, o ile pod uwagę bierzemy wyłącznie grunty budowlane (większość miasta zajmują tereny zielone).
| Rozwój demograficzny miasta Kemer | Rozwój demograficzny miasta Kemer |
| --------------------------------- | --------------------------------- |
| 2021                              | 19.081                            |
| 2019                              | 18.732                            |
| 2017                              | 16.847                            |
| 2015                              | 16.761                            |
| 2013                              | 17.009                            |
| 2011                              | 15.838                            |
| 2009                              | 13.644                            |
| 2007                              | 10.756                            |

| Demografia dystryktu Kemer | Demografia dystryktu Kemer | Demografia dystryktu Kemer | Demografia dystryktu Kemer |
| -------------------------- | -------------------------- | -------------------------- | -------------------------- |
| Dzielnica                  | Populacja                  | Kobiet                     | Mężczyzn                   |
| Arslanbucak                | 11.261                     | 5.489                      | 5.772                      |
| Beldibi                    | 3.076                      | 1.463                      | 1.613                      |
| Beycik                     | 502                        | 242                        | 260                        |
| Camyuva                    | 5.549                      | 2.671                      | 2.878                      |
| Göynük                     | 7.416                      | 3.575                      | 3.841                      |
| Kuzdere                    | 5.593                      | 2.699                      | 2.894                      |
| Kiriş                      | 1.099                      | 534                        | 565                        |
| Merkez                     | 4.660                      | 2.169                      | 2.878                      |
| Ovacık                     | 170                        | 71                         | 99                         |
| Tekirova                   | 2.951                      | 1.427                      | 1.524                      |
| Ulupınar                   | 1.178                      | 560                        | 618                        |
| Yenimahalle                | 3.160                      | 1.484                      | 1.676                      |
| Razem                      | 46.615                     | 22.384                     | 24.231                     |

Miasto Kemer w liczbach
- Położenie Kemer – szerokość geograficzna XN, długość geograficzna XE
- Powierzchnia gminy – 34,85 km²
- Liczba mieszkańców gminy – 19.081 (dane z 2021), w tym:
  - kobiet: 9.142
  - mężczyzn: 9.939
- Gęstość zaludnienia gminy: 547,5 os./km²

Dystrykt Kemer w liczbach
- Powierzchnia dystryktu – 471 km²
- Liczba mieszkańców dystryktu – 46.615 (dane z 2021), w tym:
  - kobiet: 22.384
  - mężczyzn: 24.231
- Gęstość zaludnienia dystryktu: 99,0 os./km²

## Klimat
Kemer ma klimat śródziemnomorski. Cechują go bardzo gorące, długie i suche lata, oraz chłodne, deszczowe zimy. W szczycie lata temperatura często przekracza próg 40 °C. W ciągu roku występuje tam średnio 77 dni deszczowych, a na przełomie lipca i sierpnia występuje średnio zaledwie jeden dzień deszczowy.
| Miesiąc                                              | Sty | Lut | Mar | Kwi | Maj | Cze | Lip | Sie | Wrz | Paź | Lis | Gru | Roczna |
| ---------------------------------------------------- | --- | --- | --- | --- | --- | --- | --- | --- | --- | --- | --- | --- | ------ |
| Rekordy maksymalnej temperatury [°C]                 | 22  | 23  | 28  | 34  | 39  | 45  | 45  | 44  | 42  | 38  | 34  | 26  | 45     |
| Średnie dobowe temperatury [°C]                      | 14  | 15  | 19  | 23  | 28  | 33  | 35  | 36  | 34  | 28  | 22  | 16  | 25     |
| Rekordy minimalnej temperatury [°C]                  | -8  | -4  | 0   | -1  | 5   | 1   | 13  | 13  | 11  | 2   | 1   | -4  | −8     |
| Opady [mm]                                           | 108 | 89  | 100 | 98  | 87  | 58  | 21  | 18  | 27  | 58  | 68  | 125 | 857    |
| Średnia liczba dni z opadami                         | 11  | 10  | 9   | 8   | 6   | 3   | 1   | 1   | 2   | 6   | 8   | 12  | 77     |
| Średnie usłonecznienie [h]                           | 164 | 171 | 214 | 240 | 307 | 348 | 372 | 360 | 300 | 251 | 189 | 152 | 3068   |
| Źródło: Meteoroloji Genel Müdürlüğü, nasłonecznienie |     |     |     |     |     |     |     |     |     |     |     |     |        |

## Atrakcje turystyczne
Główne atrakcje
- Ruiny starożytnych miast Phaselis, Idryos i Olympos
- Szczyt Chimera – miejsce wiecznego ognia
- Szczyt Tahtalı Dağı
- Kanion Göynük
- Zatoka Adrasan
- Jaskinie Beldibi i Molly Hole

## Turystyka i dojazd
Kemer jest jednym z większych kurortów turystycznych na Riwierze Tureckiej. Turystyka jest jednym z głównych źródeł utrzymania mieszkańców. Miasto charakteryzuje się dobrą infrastrukturą turystyczną, oferuje możliwość uprawiania sportów wodnych.
Dzięki dobrej komunikacji oraz infrastruktury region przyciąga gości z takich krajów, jak Niemcy, Holandia, Anglia, Polska, a w ostatnich latach również Rosja. Większość sklepów w Kemer jest stworzona, aby sprzedawać rzeczy dla turystów, takie jak tureckie wyroby cukiernicze, pamiątki, odzież i galanteria. W regionie akceptowane są transakcje w euro, dolarach, funtach i tureckich lirach.
W latach 90. XX wieku w centrum miasta oddano do użytku dworzec autobusowy, a w 2009 roku otwarto nowoczesny budynek dworca autobusowego. Codziennie do Kemer kursują regularne autobusy z okolicznych miast. Z dworca można dojechać do większych miast, takich jak Antalya, Belek, Side czy Camyuva.
W Kemer znajduje się również nowoczesna marina na 320 jachtów. 60 km od centrum miasta znajduje się Port lotniczy Antalya.

## Miasta partnerskie
- Schwabach (od 1998)
- Lapta (od 2012)